# Charles-Nicolas-Eugène Gand
Charles Nicolas Eugène Gand, (París, 5 de junio de 1825 - Boulogne-sur-Seine, 5 de febrero de 1892) fue un lutier francés.

## Biografía
Alumno de su padre Charles-François, Charles-Nicolas Gand, por lo tanto también violinista, fue alumno de Pierre Baillot y recibió el primer premio de solfeo en 1838 y 1839, fundando en 1845, junto con su hermano Charles-Adolphe, la sociedad Gand frères. En 1855, la empresa recibió la medalla de primera clase en la Exposición de productos de la industria de París.
A la muerte de su hermano en 1866, se unió a los hermanos Bernardel. La firma «Gand & Bernardel» fue comprada en 1901 por Albert Caresa y Henri Français para convertirse en la empresa Caressa & Français.
La empresa «Gand & Bernardel» se estableció en el número 4 del pasaje Saulnier de París, que tiene la particularidad de ser la misma dirección que la de Julio Verne en París. El famoso escritor le menciona como Bernardel en su novela La isla de hélice (parte 2, capítulo V).
Está enterrado en el cementerio de Père-Lachaise (división 36).